# سرخیو ریورا
سرخیو ریورا (اسپانیایی: Sergio Rivera‎؛ زادهٔ ۲۸ نوامبر ۱۹۵۵) بازیکن فوتبال اهل گواتمالا بود.
وی همچنین در تیم ملی فوتبال گواتمالا بازی کرده‌است.